# ジャガー・R5
ジャガー・R5 (Jaguar R5) は、ジャガー・レーシングが2004年のF1世界選手権参戦用に開発し投入したフォーミュラ1カー。2005年よりレッドブル・レーシングへのチーム売却が決まったため、ジャガー最後のF1カーとなった。

## 概要
前年モデルのR4の正常進化型。親会社フォードからの予算大幅減額という厳しい状況下で開発が行われた。
マーク・ウェバーと新人のクリスチャン・クリエンがドライブした。ウェバーは相変わらず予選で速さを見せ、マレーシアGPではチームの最高成績となるフロントロー2位を獲得。
中々レース結果には繋がらなかったが、4度のポイント圏内完走を果たした。クリエンはリタイアは4度のみ、ベルギーGPでは6位に入賞するなど信頼できるドライバーであることを証明した。
シーズン終盤にはフォードがF1からの撤退とチーム売却を発表。ジャガーは10ポイントを得て、コンストラクターズランキング7位で最後のシーズンを終えた。後継となったレッドブルは、クリエンを継続して起用したが、ウェバーはウィリアムズに移籍した。

## F1における全成績
(key) （太字はポールポジション）
| 年     | チーム   | エンジン タイヤ | エンジン タイヤ | ドライバー             | 1   | 2   | 3   | 4   | 5   | 6   | 7   | 8   | 9   | 10  | 11  | 12  | 13  | 14  | 15  | 16  | 17  | 18  | 得点 | 順位 |
| ------ | -------- | --------------- | --------------- | ---------------------- | --- | --- | --- | --- | --- | --- | --- | --- | --- | --- | --- | --- | --- | --- | --- | --- | --- | --- | ---- | ---- |
| 2004年 | ジャガー | コスワース V10  | M               |                        | AUS | MAL | BHR | SMR | ESP | MON | EUR | CAN | USA | FRA | GBR | GER | HUN | BEL | ITA | CHN | JPN | BRA | 10   | 7位  |
| 2004年 | ジャガー | コスワース V10  | M               | マーク・ウェバー       | Ret | Ret | 8   | 13  | 12  | Ret | 7   | Ret | Ret | 9   | 8   | 6   | 10  | Ret | 9   | 10  | Ret | Ret | 10   | 7位  |
| 2004年 | ジャガー | コスワース V10  | M               | クリスチャン・クリエン | 11  | 10  | 14  | 14  | Ret | Ret | 12  | 9   | Ret | 11  | 14  | 10  | 13  | 6   | 13  | Ret | 12  | 14  | 10   | 7位  |

## 参照
1. ↑  “RB1 launch (Engineering director) Ian Pocock 写真”. motorsport.com. 2022年10月29日閲覧。
2. ↑  “Q&A: Dr Ian Pocock (Jaguar Racing).”. Crash (2004年1月19日). 2022年11月4日閲覧。
3. ↑  “RB1 launch (Head of vehicle design) Rob Taylor 写真”. motorsport.com. 2022年10月29日閲覧。
4. ↑  “RB1 launch (Head of aerodymanics) Ben Agathangelou 写真”. motorsport.com. 2022年10月29日閲覧。
5. ↑  “RB1 launch (Head of advanced engineering) Andrew Green 写真”. motorsport.com. 2022年10月29日閲覧。
6. ↑  “RB1 launch (Head of vehicle service) Chris Hammond 写真”. motorsport.com. 2022年10月29日閲覧。
7. ↑  “Q&A: Chris Hammond (Jaguar Racing).”. Crash (2004年1月21日). 2022年11月4日閲覧。
8. ↑  “Mark Gillan”.   linkedin.com. 2022年11月17日閲覧。
9. ↑  “Nick Hayes - people”. grandprix.com. 2022年10月29日閲覧。
10. ↑  “Q+A with Cosworth's technical director”. f1technical.net. 2022年11月5日閲覧。
11. ↑  “George Lendrum”.   linkedin.com. 2022年10月28日閲覧。
12. ↑  “Q+A with PI Research's director”. f1technical.net. 2022年11月4日閲覧。
13. ↑  “Jaguar R5”. f1technical.net. 2022年8月17日閲覧。